# Aeródromo de Sangüesa
El aeródromo de Sangüesa se encontraba en la Comunidad Foral de Navarra, España.

## Características
Está situado a 400 m de altitud (42°34'14"N, 1°17'17"O) en el municipio de Sangüesa junto al Río Aragón. Su código OACI es LESG. La longitud de la pista de hierba es de unos 1000 m y tiene orientación 01/19. Es un aeródromo privado destinado a la aviación general. Después de un largo calvario jurídico/mercantil, la finca finalmente se ha dedicado a la agricultura.. Lamentable pérdida dada la montaña de burocracia que se necesita para  dar de alta un aeródromo deportivo en España